# Astrid Ahnfelt
Astrid Ahnfelt (* 31. März 1876 in Stockholm; † 1962) war eine schwedische Schriftstellerin.

## Leben
Ahnfelt war die Tochter des Schriftstellers Arvid Ahnfelt und von Hilda Runnerström. Ab dem frühen 20. Jahrhundert lebte sie in Italien, studierte in Neapel, war dort schriftstellerisch tätig und hielt fachkundige Vorträge über schwedische Belletristik.
Ahnfelt setzte sich für den schwedischen Kulturaustausch mit Italien ein. Ihre Werke verfasste sie sowohl in Italienisch als auch in Schwedisch. August Strindbergs Roman Tjänstekvinnans son (Der Sohn einer Magd) wurde von ihr ins Italienische übersetzt; ebenso Luigi Pirandellos Oper Quando si è qualcuno.
Als Krankenschwester arbeitete sie nach dem Erdbeben von Messina 1908 und während des Ersten Weltkrieges.

## Werke (Auswahl)
- Bikt
- Verner von Heidenstam
- Un precursore della moderna letteratura svedese : C.J.L. Almqvist
- Som agnar för vinden : romantiserad berättelse från det förstörda Messina
- Sagor och legender
- Nutidsungdom: skildring från det moderna Italien
- Mariuccia reser till Sicilien
- Maestro Olof: dramma in cinque atti
- Lilla Toti: Berättelse
- La storia d'un'anima: Il figlio di una serva